# 富山県民の歌
「富山県民の歌」（とやまけんみんのうた）は日本の都道府県の一つ、富山県が1958年（昭和33年）に制定した県民歌である。作詞・辻本俊夫、作曲・牧野良二。
都道府県民歌の制定動機で最も多い「国体県民歌」の典型例とされる。

## 解説
戦前の富山県では山形県の「最上川」と同様の手法で昭和天皇御製歌に曲を付けた「立山の歌」が事実上の県民歌に等しい扱いを受けていたが、この「立山の歌」は「最上川」と異なり富山県庁が正式な県民歌として定めた記録は残されていない。
終戦から13年を経た1958年（昭和33年）開催の第13回富山国体に合わせて歌詞の公募を実施し、歌詞の入選作決定後に作曲の公募を実施した。作曲部門の入選作品決定後の同年4月1日に県章と合わせて制定され、日本コロムビアがソノシート（規格品番：PS-218）を作成している。
歌詞は立山連峰、富山平野、有磯海（富山湾）など県内の風情豊かな自然を賛美し、県民の協調と希望を歌うものとなっている。現在は主に富山県スポーツフェスタや富山県駅伝競走大会など県開催の競技会で演奏されている。